# Corsaire (voilier)
Pour les articles homonymes, voir Corsaire (homonymie).
Le Corsaire est un bateau qui appartient à une classe de petits croiseurs monotypes. C'est en 1954 que Jean-Jacques Herbulot, architecte et navigateur, le dessine pour l'école de voile des Glénans qui a eu les premiers construits. Les 16 premiers Corsaire ont été réalisés par le Chantier Bonnin de Lormont (Gironde). La construction fut ensuite assurée par les Chantiers et Ateliers de Meulan.

## Plan et programme de navigation
Le bateau est entièrement construit en contreplaqué marine (en fait du CTBX suivant la dénomination officielle du CSTB), avec des formes compatibles avec ce matériau (un seul sens de courbure ou formes développables), les bordés de flanc et ceux de fond étant raccordés à angle vif (Bouchain vif en jargon marin).
Il en résulte des formes anguleuses, jugées peu élégantes par les constructeurs et les yachtmen traditionnels (le même reproche sera fait au Muscadet de Philippe Harlé), mais qui permettait un spectaculaire abaissement des coûts , contribuant à la démocratisation de la croisière (le Corsaire a été surnommé « la 2CV de la mer » par la presse nautique de l'époque) comme le Vaurien avait contribué à la popularisation de la voile sportive.
Par contre ce type de formes, contrairement à celles du Maraudeur qui comporte une bonne part de formes en doubles courbures, se prête mal à la construction en polyester, qui ne deviendra possible qu'avec les progrès du sandwich polyester-mousse .
À l'origine utilisé surtout pour la croisière (il y a trois couchettes, très spartiates) et permettant de changer facilement de zone de navigation en le tractant sur une remorque avec une voiture de moyenne puissance (gabarit inférieur à la limite du gabarit routier {largeur de 2m50 }), le Corsaire est maintenant beaucoup plus utilisé pour la régate en baie abritée autour de trois bouées.
C'est un bateau marin et très sûr. Si c'est surtout la régate qui a permis sa survie, il est néanmoins utilisé aussi en navigation côtière. Une transatlantique sans escale depuis la France a également été réussie en 2010, preuve que le bateau est capable de tenir la mer.
En régate, il court selon des règles de monotypie très strictes (tous les bateaux sont identiques, la course à l'armement est limitée). Inutile d'avoir de grands moyens pour faire bonne figure dans les classements.
Une version destinée à courir dans le JOG (Junior Offshore Group), permettant aux petits bateaux de courir en haute mer, comporte les différences suivantes par rapport à la version de base :
- gréement en tête,
- quille avec bulbe en fonte au lieu d'une dérive,
- lest augmenté de 40 kg,
- diminution de la baignoire de cockpit,
- adjonction d'un pataras.
- intérieur ajout de varangues pour compenser l'effort du lest

## AS Corsaire
L'AS Corsaire France regroupe un grand nombre de propriétaires de Corsaire et organise des régates pour ceux-ci. 
Depuis plusieurs années le National Corsaire réunit une cinquantaine de bateaux durant la première semaine complète du mois d'août avec une pointe à 74 participants lors de l'Édition du Cinquantenaire à Port-la-Forêt en 2004, 66 lors de l’édition des soixante ans à Carantec et prépare activement les soixante-dix ans en 2024.
Des liens forts unissent l'As Corsaire France à l'As Corsaire Suisse (voir référence externe ci-dessous) qui organise également des régates sur ses plans d'eau et participe aussi aux épreuves de l'As Corsaire France.
L'As Corsaire publie trimestriellement sa revue qui relate les grands évènements, annonce les régates mais également diffuse les petites histoires de ses membres et des "Trucs et astuces" dédiés au bateau.
Un marché de l'occasion très actif est supporté par les petites annonces disponibles dans la revue de l'As Corsaire et sur son site web. ( https://www.ascorsaire.fr/ ).
Compte tenu de son principe de fabrication, l'entretien et la réparation du Corsaire sont à la portée du plus grand nombre, l'As Corsaire mettant à disposition de ses membres des ouvrages techniques afin de faciliter la tâche.
En 1998, Regatissima regroupa 134 Corsaires sur la même ligne de départ à Grandson en Suisse.

## Les régates majeures de la série
Parmi une vingtaine d’épreuves proposées

### La Coupe de Rivière
Créée au début des années 1980, c’est la seule régate du calendrier qui fait courir, au niveau national et en temps réel, des Corsaire et des Cap Corse. Elle se déroule toujours en eaux intérieures (cours d’eau, étangs ou lacs). L’Île-de-France en a souvent été le théâtre mais elle
s’est aussi disputée, à plusieurs reprises, sur l’Erdre et le lac de la Forêt d’Orient. La Vilaine, le
Lac Léman... restent des possibilités intéressantes.
Depuis le milieu des années 1990, la participation est supérieure à 20 bateaux.
La « Fonfon Cup » est remise à la première femme du classement général. Cette initiative,
due à Yannick Mazières, a apporté un intérêt supplémentaire à cette épreuve et n’est
certainement pas étrangère à la participation soutenue constatée .
La Coupe de Rivière 2022 s’est déroulée à Ouistreham et la Coupe 2023 se déroulera sur le lac d’Eguzon au cœur de la vallée de la Creuse

### La Myth of Malham Cup
Du nom du bateau de John Illingworth, architecte naval britannique, qui offrit en 1958, cette
coupe que l’As Corsaire remet chaque année au vainqueur de cette régate dont la première
édition s’est disputée à Brest en 1958 avec 9 Corsaire au départ.
À l’origine, « La Myth » se courait presque exclusivement en Manche et en Mer du Nord, sur
des parcours de 40 à 60 milles, avec des possibilités de navigation de nuit. Le record de durée
est certainement de 21h15 au Havre en 1965 ! Elle a également touché des ports étrangers
anglais et belges.
Même si elle a été sensiblement adoucie depuis l’époque des pionniers, la Myth reste une
régate d’un jour, longue, pouvant être rendue difficile par les conditions de navigation. Elle a
toujours révélé des équipages complets, bon barreurs et excellents navigateurs.
Jusqu’en 1985 elle se disputait à une date et dans un port différents du National. Les 2 régates phares de la série se courent sur le même plan d’eau au début du mois d’août. Ce
regroupement convient à la majorité puisque le nombre de concurrents est passé de 9 en 1985
à presque tous les concurrents du National maintenant. 

### Le National

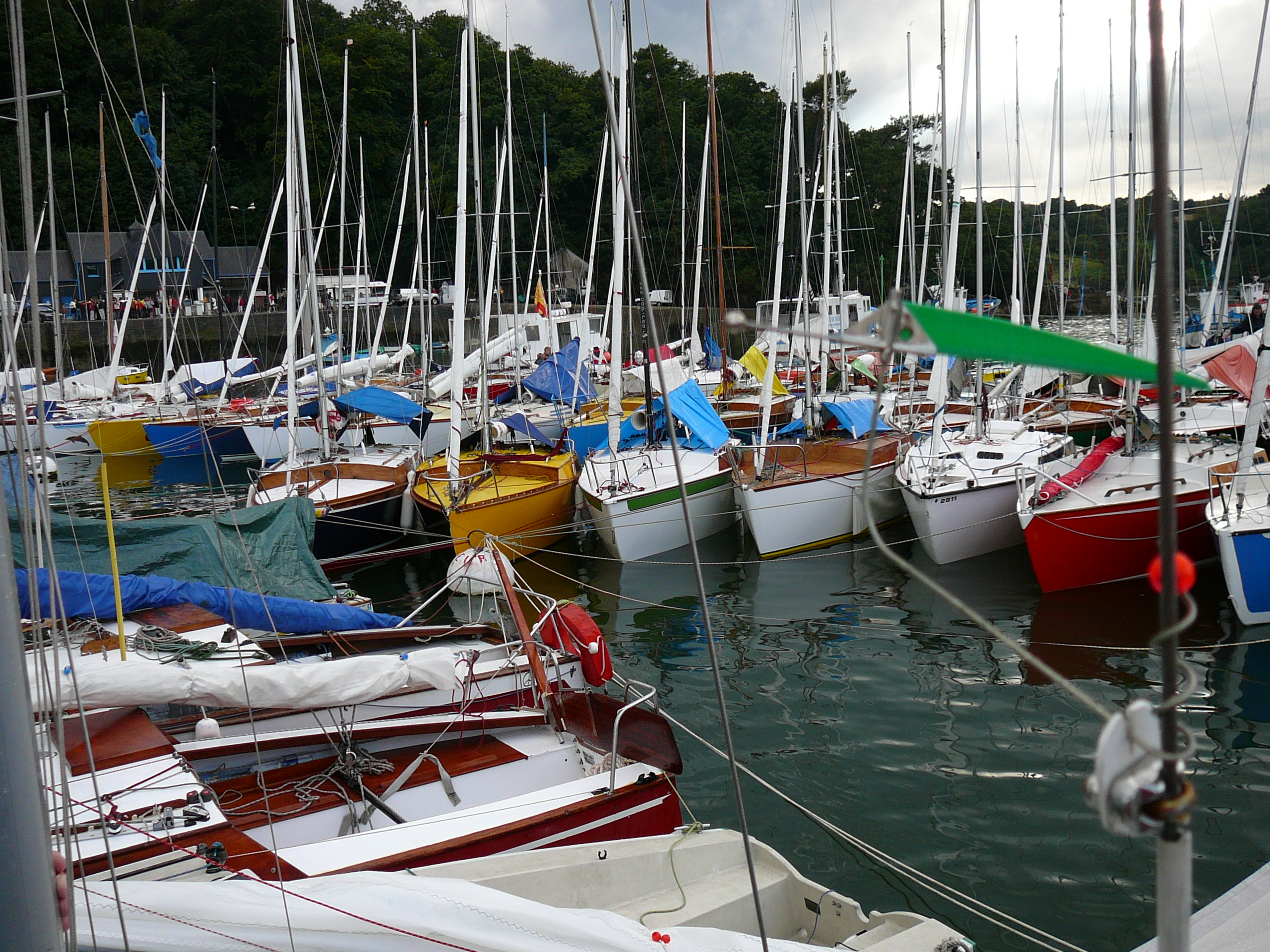

Depuis sa première édition en 1959 à La Rochelle, le National est la fête annuelle du Corsaire et des " Corsairistes ".
Disputé durant les 4 jours suivant la Myth, il emprunte des parcours relativement courts (environ 15 milles) permettant ainsi à tous les concurrents, équipages familiaux, débutants, croisiéristes, mordus de la régate... de participer dans de bonnes conditions. Les problèmes logistiques (grutage, place au port...) sont pris en compte par l’organisation.
La vocation première du Corsaire étant la croisière côtière, les parcours et les escales sont choisis pour permettre aux équipages de passer 2 ou 3 nuits à bord, hors du port d’accueil. Des animations, des repas en commun sont, le plus souvent possible, organisés par les clubs.
Dans ce domaine, les escales à Houat en 2003, aux Glénan en 2004, à l'île d’Aix en 2006 et l’échouage à Lanvéoc en 2013 resteront dans les mémoires... !
Cette pratique crée, autour du National, un environnement très convivial et offre aux débutants la possibilité de réaliser ce qu’ils n’oseraient peut-être pas entreprendre seuls.
Les tenants de la régate ne sont pas non plus oubliés puisqu’aux 4 parcours côtiers s’ajoutent 2 parcours tactiques.
Alternant généralement une année sur deux un port d’accueil au nord de la Bretagne ou Normandie (Brest, Morlaix, Carantec, Granville etc…) et un port au sud de la Bretagne ou Pays de la Loire (Port Haliguen, Les Sables, Pornic etc…), le National est un évènement  à la fois très disputé sur le plan sportif et particulièrement festif grâce au sens de l’accueil et aux capacités d’organisation des clubs organisateurs.    

## Construction
Le Corsaire est toujours fabriqué :
- en bois par le chantier Brava à Saint Herblain ;
- en plastique par le Chantier Naval de Carantec  ;

et fait également l'objet de constructions amateur. (plans et dossier disponibles auprès de l'As Corsaire France)

### Webographie
- Sophie Bourhis, « Le Corsaire fête ses 60 ans à Carantec », sur France 3, 31 juillet 2014 (consulté le 1er janvier 2019).
- Voiles et Voiliers, « Fiche technique Corsaire », sur Voiles et Voiliers, 2 octobre 2018 (consulté le 1er janvier 2019).
- As corsaire France, « site des propriétaires de Corsaire », sur ascorsaire-france, 2018 (consulté le 1er janvier 2019).